# Etaper i Giro d'Italia 2016
Etaper i Giro d'Italia 2016

## 1. etape
6. maj 2016,  Apeldoorn, 9 km ((enkeltstart))
|    | Rytter            | Hold               | Tid    |
| -- | ----------------- | ------------------ | ------ |
| 1  | Tom Dumoulin      | Giant-Alpecin      | 11.03  |
| 2  | Primož Roglič     | Team LottoNL-Jumbo | s.t.   |
| 3  | Andrey Amador     | Movistar Team      | + 0.06 |
| 4  | Tobias Ludvigsson | Giant-Alpecin      | + 0.08 |
| 5  | Marcel Kittel     | Etixx-Quick Step   | + 0.11 |
| 6  | Moreno Moser      | Cannondale         | + 0.12 |
| 7  | Bob Jungels       | Etixx-Quick Step   | + 0.13 |
| 8  | Fabian Cancellara | Trek-Segafredo     | + 0.14 |
| 9  | Matthias Brändle  | IAM Cycling        | + 0.14 |
| 10 | Silvan Dillier    | BMC Racing Team    | + 0.16 |

|    | Rytter            | Hold               | Tid    |
| -- | ----------------- | ------------------ | ------ |
| 1  | Tom Dumoulin      | Giant-Alpecin      | 11.03  |
| 2  | Primož Roglič     | Team LottoNL-Jumbo | s.t.   |
| 3  | Andrey Amador     | Movistar Team      | + 0.06 |
| 4  | Tobias Ludvigsson | Giant-Alpecin      | + 0.08 |
| 5  | Marcel Kittel     | Etixx-Quick Step   | + 0.11 |
| 6  | Moreno Moser      | Cannondale         | + 0.12 |
| 7  | Bob Jungels       | Etixx-Quick Step   | + 0.13 |
| 8  | Fabian Cancellara | Trek-Segafredo     | + 0.14 |
| 9  | Matthias Brändle  | IAM Cycling        | + 0.14 |
| 10 | Silvan Dillier    | BMC Racing Team    | + 0.16 |

## 2. etape
7. maj 2016,  Arnhem  –  Nijmegen, 190 km
|    | Rytter            | Hold                | Tid     |
| -- | ----------------- | ------------------- | ------- |
| 1  | Marcel Kittel     | Etixx-Quick Step    | 4.38.31 |
| 2  | Arnaud Démare     | FDJ                 | s.t.    |
| 3  | Sacha Modolo      | Lampre-Merida       | s.t.    |
| 4  | Moreno Hofland    | Team LottoNL-Jumbo  | s.t.    |
| 5  | Nicolo Ruffoni    | Bardiani-CSF        | s.t.    |
| 6  | Aleksandr Porsev  | Team Katusha        | s.t.    |
| 7  | Caleb Ewan        | Orica-GreenEDGE     | s.t.    |
| 8  | Kristian Sbaragli | Team Dimension Data | s.t.    |
| 9  | Andrey Amador     | Movistar Team       | s.t.    |
| 10 | Giacomo Nizzolo   | Trek-Segafredo      | s.t.    |

|    | Rytter            | Hold               | Tid     |
| -- | ----------------- | ------------------ | ------- |
| 1  | Tom Dumoulin      | Giant-Alpecin      | 4.49.34 |
| 2  | Primož Roglič     | Team LottoNL-Jumbo | s.t.    |
| 3  | Marcel Kittel     | Etixx-Quick Step   | + 0.01  |
| 4  | Andrey Amador     | Movistar Team      | + 0.06  |
| 5  | Tobias Ludvigsson | Giant-Alpecin      | + 0.08  |
| 6  | Moreno Moser      | Cannondale         | + 0.12  |
| 7  | Bob Jungels       | Etixx-Quick Step   | + 0.13  |
| 8  | Matthias Brändle  | IAM Cycling        | + 0.14  |
| 9  | Silvan Dillier    | BMC Racing Team    | + 0.16  |
| 10 | Roger Kluge       | IAM Cycling        | + 0.16  |

## 3. etape
8. maj 2016,  Nijmegen –  Arnhem, 190 km
|    | Rytter            | Hold                | Tid     |
| -- | ----------------- | ------------------- | ------- |
| 1  | Marcel Kittel     | Etixx-Quick Step    | 4.23.45 |
| 2  | Elia Viviani      | Team Sky            | s.t.    |
| 3  | Giacomo Nizzolo   | Trek-Segafredo      | s.t.    |
| 4  | André Greipel     | Lotto Soudal        | s.t.    |
| 5  | Aleksandr Porsev  | Team Katusha        | s.t.    |
| 6  | Kristian Sbaragli | Team Dimension Data | s.t.    |
| 7  | Moreno Hofland    | Team LottoNL-Jumbo  | s.t.    |
| 8  | Arnaud Démare     | FDJ                 | s.t.    |
| 9  | Rick Zabel        | BMC Racing Team     | s.t.    |
| 10 | Matej Mohorič     | Lampre-Merida       | s.t.    |

|    | Rytter            | Hold               | Tid     |
| -- | ----------------- | ------------------ | ------- |
| 1  | Marcel Kittel     | Etixx-Quick Step   | 9.13.10 |
| 2  | Tom Dumoulin      | Giant-Alpecin      | + 0.09  |
| 3  | Andrey Amador     | Movistar Team      | + 0.15  |
| 4  | Tobias Ludvigsson | Giant-Alpecin      | + 0.17  |
| 5  | Moreno Moser      | Cannondale         | + 0.21  |
| 6  | Bob Jungels       | Etixx-Quick Step   | + 0.22  |
| 7  | Matthias Brändle  | IAM Cycling        | + 0.23  |
| 8  | Roger Kluge       | IAM Cycling        | + 0.25  |
| 9  | Chad Haga         | Team Giant-Alpecin | + 0.25  |
| 10 | Georg Preidler    | Team Giant-Alpecin | + 0.26  |

## 4. etape
10. maj 2016, Catanzaro – Praia a Mare, 200 km
|    | Rytter             | Hold                       | Tid     |
| -- | ------------------ | -------------------------- | ------- |
| 1  | Diego Ulissi       | Lampre-Merida              | 4.46.51 |
| 2  | Tom Dumoulin       | Giant-Alpecin              | + 0.05  |
| 3  | Steven Kruijswijk  | Team LottoNL-Jumbo         | + 0.05  |
| 4  | Alejandro Valverde | Movistar Team              | + 0.06  |
| 5  | Gianluca Brambilla | Etixx-Quick Step           | + 0.06  |
| 6  | Vincenzo Nibali    | Astana Team                | + 0.06  |
| 7  | Ilnur Zakarin      | Team Katusha               | + 0.06  |
| 8  | Matteo Busato      | Wilier Triestina-Southeast | + 0.06  |
| 9  | Esteban Chaves     | Orica-GreenEDGE            | + 0.06  |
| 10 | Nicolas Roche      | Team Sky                   | + 0.06  |

|    | Rytter             | Hold               | Tid      |
| -- | ------------------ | ------------------ | -------- |
| 1  | Tom Dumoulin       | Giant-Alpecin      | 14.00.09 |
| 2  | Bob Jungels        | Etixx-Quick Step   | + 0.20   |
| 3  | Diego Ulissi       | Lampre-Merida      | + 0.20   |
| 4  | Steven Kruijswijk  | Team LottoNL-Jumbo | + 0.24   |
| 5  | Georg Preidler     | Team Giant-Alpecin | + 0.24   |
| 6  | Vincenzo Nibali    | Astana Team        | + 0.26   |
| 7  | Alejandro Valverde | Movistar Team      | + 0.31   |
| 8  | Jakob Fuglsang     | Astana Team        | + 0.35   |
| 9  | Nicolas Roche      | Team Sky           | + 0.37   |
| 10 | Esteban Chaves     | Orica-GreenEDGE    | + 0.37   |

## 5. etape
11. maj 2016, Praia a Mare – Benevento, 233 km
|    | Rytter             | Hold                       | Tid     |
| -- | ------------------ | -------------------------- | ------- |
| 1  | André Greipel      | Lotto Soudal               | 5.40.35 |
| 2  | Arnaud Démare      | FDJ                        | s.t.    |
| 3  | Sonny Colbrelli    | Bardiani-CSF               | s.t.    |
| 4  | Bob Jungels        | Etixx-Quick Step           | s.t.    |
| 5  | Moreno Hofland     | Team LottoNL-Jumbo         | s.t.    |
| 6  | Manuel Belletti    | Wilier Triestina-Southeast | s.t.    |
| 7  | Rick Zabel         | BMC Racing Team            | s.t.    |
| 8  | Georg Preidler     | Team Giant-Alpecin         | s.t.    |
| 9  | Caleb Ewan         | Orica-GreenEDGE            | s.t.    |
| 10 | Aleksej Tsatevitsj | Team Katusha               | s.t.    |

|    | Rytter             | Hold               | Tid      |
| -- | ------------------ | ------------------ | -------- |
| 1  | Tom Dumoulin       | Giant-Alpecin      | 19.40.48 |
| 2  | Bob Jungels        | Etixx-Quick Step   | + 0.16   |
| 3  | Diego Ulissi       | Lampre-Merida      | + 0.20   |
| 4  | Georg Preidler     | Team Giant-Alpecin | + 0.20   |
| 5  | Steven Kruijswijk  | Team LottoNL-Jumbo | + 0.24   |
| 6  | Vincenzo Nibali    | Astana Team        | + 0.26   |
| 7  | Alejandro Valverde | Movistar Team      | + 0.27   |
| 8  | Ilnur Zakarin      | Team Katusha       | + 0.35   |
| 9  | Jakob Fuglsang     | Astana Team        | + 0.35   |
| 10 | Nicolas Roche      | Team Sky           | + 0.37   |

## 6. etape
12. maj 2016, Ponte – Roccaraso, 165 km
|    | Rytter              | Hold                | Tid     |
| -- | ------------------- | ------------------- | ------- |
| 1  | Tim Wellens         | Lotto Soudal        | 4.40.05 |
| 2  | Jakob Fuglsang      | Astana Team         | + 1.19  |
| 3  | Ilnur Zakarin       | Team Katusha        | + 1.19  |
| 4  | Tom Dumoulin        | Giant-Alpecin       | + 1.22  |
| 5  | Kanstantsin Siutsou | Team Dimension Data | + 1.24  |
| 6  | Domenico Pozzovivo  | Ag2r-La Mondiale    | + 1.24  |
| 7  | Esteban Chaves      | Orica-GreenEDGE     | + 1.29  |
| 8  | Rigoberto Urán      | Cannondale          | + 1.33  |
| 9  | Rafał Majka         | Tinkoff             | + 1.33  |
| 10 | Alejandro Valverde  | Movistar Team       | + 1.36  |

|    | Rytter              | Hold                | Tid      |
| -- | ------------------- | ------------------- | -------- |
| 1  | Tom Dumoulin        | Giant-Alpecin       | 24.22.15 |
| 2  | Jakob Fuglsang      | Astana Team         | + 0.26   |
| 3  | Ilnur Zakarin       | Team Katusha        | + 0.28   |
| 4  | Bob Jungels         | Etixx-Quick Step    | + 0.35   |
| 5  | Steven Kruijswijk   | Team LottoNL-Jumbo  | + 0.38   |
| 6  | Alejandro Valverde  | Movistar Team       | + 0.41   |
| 7  | Diego Ulissi        | Lampre-Merida       | + 0.41   |
| 8  | Esteban Chaves      | Orica-GreenEDGE     | + 0.44   |
| 9  | Vincenzo Nibali     | Astana Team         | + 0.47   |
| 10 | Kanstantsin Siutsou | Team Dimension Data | + 0.49   |

## 7. etape
13. maj 2016, Sulmona – Foligno, 211 km
|    | Rytter             | Hold               | Tid     |
| -- | ------------------ | ------------------ | ------- |
| 1  | André Greipel      | Lotto Soudal       | 5.01.08 |
| 2  | Giacomo Nizzolo    | Trek-Segafredo     | s.t.    |
| 3  | Sacha Modolo       | Lampre-Merida      | s.t.    |
| 4  | Caleb Ewan         | Orica-GreenEDGE    | s.t.    |
| 5  | Enrico Battaglin   | Team LottoNL-Jumbo | s.t.    |
| 6  | Matteo Trentin     | Etixx-Quick Step   | s.t.    |
| 7  | Aleksandr Porsev   | Team Katusha       | s.t.    |
| 8  | Aleksej Tsatevitsj | Team Katusha       | s.t.    |
| 9  | Nicolo Ruffoni     | Bardiani-CSF       | s.t.    |
| 10 | Elia Viviani       | Team Sky           | s.t.    |

|    | Rytter              | Hold                | Tid      |
| -- | ------------------- | ------------------- | -------- |
| 1  | Tom Dumoulin        | Giant-Alpecin       | 29.23.23 |
| 2  | Jakob Fuglsang      | Astana Team         | + 0.26   |
| 3  | Ilnur Zakarin       | Team Katusha        | + 0.28   |
| 4  | Bob Jungels         | Etixx-Quick Step    | + 0.35   |
| 5  | Steven Kruijswijk   | Team LottoNL-Jumbo  | + 0.38   |
| 6  | Alejandro Valverde  | Movistar Team       | + 0.41   |
| 7  | Diego Ulissi        | Lampre-Merida       | + 0.41   |
| 8  | Vincenzo Nibali     | Astana Team         | + 0.47   |
| 9  | Kanstantsin Siutsou | Team Dimension Data | + 0.49   |
| 10 | Rigoberto Urán      | Cannondale          | + 0.51   |

## 8. etape
14. maj 2016, Foligno – Arezzo, 186 km
|    | Rytter               | Hold                | Tid     |
| -- | -------------------- | ------------------- | ------- |
| 1  | Gianluca Brambilla   | Etixx-Quick Step    | 4.14.05 |
| 2  | Matteo Montaguti     | Ag2r-La Mondiale    | + 1.06  |
| 3  | Moreno Moser         | Cannondale          | + 1.27  |
| 4  | Jaco Venter          | Team Dimension Data | + 1.28  |
| 5  | Alessandro De Marchi | BMC Racing Team     | + 1.33  |
| 6  | Alejandro Valverde   | Movistar Team       | + 1.41  |
| 7  | Steven Kruijswijk    | Team LottoNL-Jumbo  | + 1.41  |
| 8  | Mikel Landa          | Team Sky            | + 1.41  |
| 9  | Esteban Chaves       | Orica-GreenEDGE     | + 1.41  |
| 10 | Ilnur Zakarin        | Team Katusha        | + 1.41  |

|    | Rytter             | Hold               | Tid      |
| -- | ------------------ | ------------------ | -------- |
| 1  | Gianluca Brambilla | Etixx-Quick Step   | 33.39.14 |
| 2  | Ilnur Zakarin      | Team Katusha       | + 0.23   |
| 3  | Steven Kruijswijk  | Team LottoNL-Jumbo | + 0.33   |
| 4  | Alejandro Valverde | Movistar Team      | + 0.36   |
| 5  | Vincenzo Nibali    | Astana Team        | + 0.45   |
| 6  | Esteban Chaves     | Orica-GreenEDGE    | + 0.48   |
| 7  | Rigoberto Urán     | Cannondale         | + 0.49   |
| 8  | Rafał Majka        | Tinkoff            | + 0.54   |
| 9  | Domenico Pozzovivo | Ag2r-La Mondiale   | + 0.54   |
| 10 | Mikel Landa        | Team Sky           | + 1.03   |

## 9. etape
15. maj 2016, Radda in Chianti – Greve in Chianti, 40 km (enkeltstart)
|    | Rytter               | Hold               | Tid    |
| -- | -------------------- | ------------------ | ------ |
| 1  | Primož Roglič        | Team LottoNL-Jumbo | 51.45  |
| 2  | Matthias Brändle     | IAM Cycling        | + 0.10 |
| 3  | Vegard Stake Laengen | IAM Cycling        | + 0.17 |
| 4  | Fabian Cancellara    | Trek-Segafredo     | + 0.28 |
| 5  | Anton Vorobjev       | Team Katusha       | + 0.30 |
| 6  | Bob Jungels          | Etixx-Quick Step   | + 0.45 |
| 7  | Stefan Küng          | BMC Racing Team    | + 0.58 |
| 8  | Jos van Emden        | Team LottoNL-Jumbo | + 1.08 |
| 9  | Maarten Tjallingii   | Team LottoNL-Jumbo | + 1.16 |
| 10 | Andrey Amador        | Movistar Team      | + 1.19 |

|    | Rytter             | Hold               | Tid      |
| -- | ------------------ | ------------------ | -------- |
| 1  | Gianluca Brambilla | Etixx-Quick Step   | 34.33.04 |
| 2  | Bob Jungels        | Etixx-Quick Step   | + 0.01   |
| 3  | Andrey Amador      | Movistar Team      | + 0.32   |
| 4  | Steven Kruijswijk  | Team LottoNL-Jumbo | + 0.51   |
| 5  | Vincenzo Nibali    | Astana Team        | + 0.53   |
| 6  | Alejandro Valverde | Movistar Team      | + 0.55   |
| 7  | Tom Dumoulin       | Team Giant-Alpecin | + 0.58   |
| 8  | Mikel Landa        | Team Sky           | + 1.18   |
| 9  | Rafał Majka        | Tinkoff            | + 1.45   |
| 10 | Jakob Fuglsang     | Astana Team        | + 1.51   |

## 10. etape
17. maj 2016, Campi Bisenzio – Sestola, 219 km
|    | Rytter             | Hold               | Tid     |
| -- | ------------------ | ------------------ | ------- |
| 1  | Giulio Ciccone     | Bardiani-CSF       | 5.44.32 |
| 2  | Ivan Rovnyj        | Tinkoff            | + 0.42  |
| 3  | Darwin Atapuma     | BMC Racing Team    | + 1.20  |
| 4  | Nathan Brown       | Cannondale         | + 1.53  |
| 5  | Damiano Cunego     | Nippo-Vini Fantini | + 2.04  |
| 6  | Andrey Amador      | Movistar Team      | + 2.10  |
| 7  | Giovanni Visconti  | Movistar Team      | + 2.11  |
| 8  | Alejandro Valverde | Movistar Team      | + 2.11  |
| 9  | Esteban Chaves     | Orica-GreenEDGE    | + 2.11  |
| 10 | Jakob Fuglsang     | Astana Team        | + 2.11  |

|    | Rytter             | Hold               | Tid      |
| -- | ------------------ | ------------------ | -------- |
| 1  | Bob Jungels        | Etixx-Quick Step   | 40.19.52 |
| 2  | Andrey Amador      | Movistar Team      | + 0.26   |
| 3  | Alejandro Valverde | Movistar Team      | + 0.50   |
| 4  | Steven Kruijswijk  | Team LottoNL-Jumbo | + 0.50   |
| 5  | Vincenzo Nibali    | Astana Team        | + 0.52   |
| 6  | Gianluca Brambilla | Etixx-Quick Step   | + 1.11   |
| 7  | Rafał Majka        | Tinkoff            | + 1.44   |
| 8  | Jakob Fuglsang     | Astana Team        | + 1.46   |
| 8  | Ilnur Zakarin      | Team Katusha       | + 2.08   |
| 10 | Esteban Chaves     | Orica-GreenEDGE    | + 2.26   |

## 11. etape
18. maj 2016, Modena – Asolo, 227 km
|    | Rytter             | Hold               | Tid     |
| -- | ------------------ | ------------------ | ------- |
| 1  | Diego Ulissi       | Lampre-Merida      | 4.56.32 |
| 2  | Andrey Amador      | Movistar Team      | s.t.    |
| 3  | Bob Jungels        | Etixx-Quick Step   | s.t.    |
| 4  | Giacomo Nizzolo    | Trek-Segafredo     | + 0.13  |
| 5  | Sonny Colbrelli    | Bardiani-CSF       | + 0.13  |
| 6  | Matteo Trentin     | Etixx-Quick Step   | + 0.13  |
| 7  | Sacha Modolo       | Lampre-Merida      | + 0.13  |
| 8  | Enrico Battaglin   | Team LottoNL-Jumbo | + 0.13  |
| 9  | Tim Wellens        | Lotto Soudal       | + 0.13  |
| 10 | Alejandro Valverde | Movistar Team      | + 0.13  |

|    | Rytter             | Hold               | Tid      |
| -- | ------------------ | ------------------ | -------- |
| 1  | Bob Jungels        | Etixx-Quick Step   | 45.16.20 |
| 2  | Andrey Amador      | Movistar Team      | + 0.24   |
| 3  | Alejandro Valverde | Movistar Team      | + 1.07   |
| 4  | Steven Kruijswijk  | Team LottoNL-Jumbo | + 1.07   |
| 5  | Vincenzo Nibali    | Astana Team        | + 1.09   |
| 6  | Rafał Majka        | Tinkoff            | + 2.01   |
| 7  | Ilnur Zakarin      | Team Katusha       | + 2.25   |
| 8  | Esteban Chaves     | Orica-GreenEDGE    | + 2.43   |
| 9  | Gianluca Brambilla | Etixx-Quick Step   | + 2.45   |
| 10 | Diego Ulissi       | Lampre-Merida      | + 2.47   |

## 12. etape
19. maj 2016, Noale – Bibione, 182 km
|    | Rytter            | Hold               | Tid     |
| -- | ----------------- | ------------------ | ------- |
| 1  | André Greipel     | Lotto Soudal       | 4.16.00 |
| 2  | Caleb Ewan        | Orica-GreenEDGE    | s.t.    |
| 3  | Giacomo Nizzolo   | Trek-Segafredo     | s.t.    |
| 4  | Sacha Modolo      | Lampre-Merida      | s.t.    |
| 5  | Aleksandr Porsev  | Team Katusha       | s.t.    |
| 6  | Moreno Hofland    | Team LottoNL-Jumbo | s.t.    |
| 7  | Ivan Savitskij    | Gazprom-RusVelo    | s.t.    |
| 8  | Heinrich Haussler | IAM Cycling        | s.t.    |
| 9  | Rick Zabel        | BMC Racing Team    | s.t.    |
| 10 | Sonny Colbrelli   | Bardiani-CSF       | s.t.    |

|    | Rytter             | Hold               | Tid      |
| -- | ------------------ | ------------------ | -------- |
| 1  | Bob Jungels        | Etixx-Quick Step   | 49.32.20 |
| 2  | Andrey Amador      | Movistar Team      | + 0.24   |
| 3  | Alejandro Valverde | Movistar Team      | + 1.07   |
| 4  | Steven Kruijswijk  | Team LottoNL-Jumbo | + 1.07   |
| 5  | Vincenzo Nibali    | Astana Team        | + 1.09   |
| 6  | Rafał Majka        | Tinkoff            | + 2.01   |
| 7  | Ilnur Zakarin      | Team Katusha       | + 2.25   |
| 8  | Esteban Chaves     | Orica-GreenEDGE    | + 2.43   |
| 9  | Gianluca Brambilla | Etixx-Quick Step   | + 2.45   |
| 10 | Diego Ulissi       | Lampre-Merida      | + 2.47   |

## 13. etape
20. maj 2016, Palmanova – Cividale del Friuli, 170 km
|    | Rytter             | Hold               | Tid     |
| -- | ------------------ | ------------------ | ------- |
| 1  | Mikel Nieve        | Team Sky           | 4.31.49 |
| 2  | Giovanni Visconti  | Movistar Team      | + 0.43  |
| 3  | Vincenzo Nibali    | Astana Team        | + 1.17  |
| 4  | Alejandro Valverde | Movistar Team      | + 1.17  |
| 5  | Rafał Majka        | Tinkoff            | + 1.17  |
| 6  | Stefan Denifl      | IAM Cycling        | + 1.17  |
| 7  | Steven Kruijswijk  | Team LottoNL-Jumbo | + 1.17  |
| 8  | Rigoberto Urán     | Cannondale         | + 1.17  |
| 9  | Matteo Montaguti   | Ag2r-La Mondiale   | + 1.17  |
| 10 | Domenico Pozzovivo | Ag2r-La Mondiale   | + 1.17  |

|    | Rytter             | Hold               | Tid      |
| -- | ------------------ | ------------------ | -------- |
| 1  | Andrey Amador      | Movistar Team      | 54.05.50 |
| 2  | Bob Jungels        | Etixx-Quick Step   | + 0.26   |
| 3  | Vincenzo Nibali    | Astana Team        | + 0.41   |
| 4  | Alejandro Valverde | Movistar Team      | + 0.43   |
| 5  | Steven Kruijswijk  | Team LottoNL-Jumbo | + 0.43   |
| 6  | Rafał Majka        | Tinkoff            | + 1.37   |
| 7  | Ilnur Zakarin      | Team Katusha       | + 2.01   |
| 8  | Esteban Chaves     | Orica-GreenEDGE    | + 2.19   |
| 9  | Rigoberto Urán     | Cannondale         | + 2.48   |
| 10 | Jakob Fuglsang     | Astana Team        | + 3.15   |

## 14. etape
21. maj 2016, Alpago – Corvara, 210 km
|    | Rytter              | Hold                | Tid     |
| -- | ------------------- | ------------------- | ------- |
| 1  | Esteban Chaves      | Orica-GreenEDGE     | 6.06.16 |
| 2  | Steven Kruijswijk   | Team LottoNL-Jumbo  | s.t.    |
| 3  | Georg Preidler      | Team Giant-Alpecin  | s.t.    |
| 4  | Darwin Atapuma      | BMC Racing Team     | + 0.06  |
| 5  | Vincenzo Nibali     | Astana Team         | + 0.37  |
| 6  | Kanstantsin Siutsou | Team Dimension Data | + 0.37  |
| 7  | Ilnur Zakarin       | Team Katusha        | + 2.29  |
| 8  | Rafał Majka         | Tinkoff             | + 2.29  |
| 9  | Rigoberto Urán      | Cannondale          | + 2.50  |
| 10 | Domenico Pozzovivo  | Ag2r-La Mondiale    | + 3.00  |

|    | Rytter              | Hold                | Tid      |
| -- | ------------------- | ------------------- | -------- |
| 1  | Steven Kruijswijk   | Team LottoNL-Jumbo  | 60.12.43 |
| 2  | Vincenzo Nibali     | Astana Team         | + 0.41   |
| 3  | Esteban Chaves      | Orica-GreenEDGE     | + 1.32   |
| 4  | Alejandro Valverde  | Movistar Team       | + 3.06   |
| 5  | Andrey Amador       | Movistar Team       | + 3.15   |
| 6  | Rafał Majka         | Tinkoff             | + 3.29   |
| 7  | Ilnur Zakarin       | Team Katusha        | + 3.53   |
| 8  | Rigoberto Urán      | Cannondale          | + 5.01   |
| 9  | Kanstantsin Siutsou | Team Dimension Data | + 5.38   |
| 10 | Jakob Fuglsang      | Astana Team         | + 5.38   |

## 15. etape
22. maj 2016, Castelrotto/Kastelruth – Alpe di Siusi/Seiseralm, 10 km (enkeltstart)
|    | Rytter              | Hold               | Tid    |
| -- | ------------------- | ------------------ | ------ |
| 1  | Aleksandr Foliforov | Gazprom-RusVelo    | 28.39  |
| 2  | Steven Kruijswijk   | Team LottoNL-Jumbo | s.t.   |
| 3  | Alejandro Valverde  | Movistar Team      | + 0.23 |
| 4  | Sergej Firsanov     | Gazprom-RusVelo    | + 0.30 |
| 5  | Michele Scarponi    | Astana Team        | + 0.36 |
| 6  | Esteban Chaves      | Orica-GreenEDGE    | + 0.40 |
| 7  | Ilnur Zakarin       | Team Katusha       | + 0.47 |
| 8  | Joe Dombrowski      | Cannondale         | + 0.52 |
| 9  | Bob Jungels         | Etixx-Quick Step   | + 1.04 |
| 10 | Rafał Majka         | Tinkoff            | + 1.09 |

|    | Rytter              | Hold                | Tid      |
| -- | ------------------- | ------------------- | -------- |
| 1  | Steven Kruijswijk   | Team LottoNL-Jumbo  | 60.41.22 |
| 2  | Esteban Chaves      | Orica-GreenEDGE     | + 2.12   |
| 3  | Vincenzo Nibali     | Astana Team         | + 2.51   |
| 4  | Alejandro Valverde  | Movistar Team       | + 3.29   |
| 5  | Rafał Majka         | Tinkoff             | + 4.38   |
| 6  | Ilnur Zakarin       | Team Katusha        | + 4.40   |
| 7  | Andrey Amador       | Movistar Team       | + 5.27   |
| 8  | Bob Jungels         | Etixx-Quick Step    | + 7.14   |
| 9  | Kanstantsin Siutsou | Team Dimension Data | + 7.37   |
| 10 | Jakob Fuglsang      | Astana Team         | + 7.55   |

## 16. etape
24. maj 2016, Bressanone/Brixen – Andalo, 132 km
|    | Rytter             | Hold               | Tid     |
| -- | ------------------ | ------------------ | ------- |
| 1  | Alejandro Valverde | Movistar Team      | 2.58.54 |
| 2  | Steven Kruijswijk  | Team LottoNL-Jumbo | s.t.    |
| 3  | Ilnur Zakarin      | Team Katusha       | + 0.08  |
| 4  | Diego Ulissi       | Lampre-Merida      | + 0.37  |
| 5  | Bob Jungels        | Etixx-Quick Step   | + 0.37  |
| 6  | David López García | Team Sky           | + 0.38  |
| 7  | Sergej Firsanov    | Gazprom-RusVelo    | + 0.38  |
| 8  | Esteban Chaves     | Orica-GreenEDGE    | + 0.42  |
| 9  | Rafał Majka        | Tinkoff            | + 0.50  |
| 10 | Domenico Pozzovivo | Ag2r-La Mondiale   | + 1.47  |

|    | Rytter              | Hold                | Tid      |
| -- | ------------------- | ------------------- | -------- |
| 1  | Steven Kruijswijk   | Team LottoNL-Jumbo  | 63.40.10 |
| 2  | Esteban Chaves      | Orica-GreenEDGE     | + 3.00   |
| 3  | Alejandro Valverde  | Movistar Team       | + 3.23   |
| 4  | Vincenzo Nibali     | Astana Team         | + 4.43   |
| 5  | Ilnur Zakarin       | Team Katusha        | + 4.50   |
| 6  | Rafał Majka         | Tinkoff             | + 5.34   |
| 7  | Bob Jungels         | Etixx-Quick Step    | + 7.57   |
| 8  | Andrey Amador       | Movistar Team       | + 8.53   |
| 9  | Domenico Pozzovivo  | Ag2r-La Mondiale    | + 10.05  |
| 10 | Kanstantsin Siutsou | Team Dimension Data | + 11.03  |

## 17. etape
25. maj 2016, Molveno – Cassano d'Adda, 196 km
|    | Rytter               | Hold                       | Tid     |
| -- | -------------------- | -------------------------- | ------- |
| 1  | Roger Kluge          | IAM Cycling                | 4.31.29 |
| 2  | Giacomo Nizzolo      | Trek-Segafredo             | s.t.    |
| 3  | Nikias Arndt         | Team Giant-Alpecin         | s.t.    |
| 4  | Sacha Modolo         | Lampre-Merida              | s.t.    |
| 5  | Matteo Trentin       | Etixx-Quick Step           | s.t.    |
| 6  | Aleksandr Porsev     | Team Katusha               | s.t.    |
| 7  | Pim Ligthart         | Lotto Soudal               | s.t.    |
| 8  | Ramūnas Navardauskas | Cannondale                 | s.t.    |
| 9  | Manuel Belletti      | Wilier Triestina-Southeast | s.t.    |
| 10 | Paolo Simion         | Bardiani-CSF               | s.t.    |

|    | Rytter              | Hold                | Tid      |
| -- | ------------------- | ------------------- | -------- |
| 1  | Steven Kruijswijk   | Team LottoNL-Jumbo  | 68.11.39 |
| 2  | Esteban Chaves      | Orica-GreenEDGE     | + 3.00   |
| 3  | Alejandro Valverde  | Movistar Team       | + 3.23   |
| 4  | Vincenzo Nibali     | Astana Team         | + 4.43   |
| 5  | Ilnur Zakarin       | Team Katusha        | + 4.50   |
| 6  | Rafał Majka         | Tinkoff             | + 5.34   |
| 7  | Bob Jungels         | Etixx-Quick Step    | + 7.57   |
| 8  | Andrey Amador       | Movistar Team       | + 8.53   |
| 9  | Domenico Pozzovivo  | Ag2r-La Mondiale    | + 10.05  |
| 10 | Kanstantsin Siutsou | Team Dimension Data | + 11.03  |

## 18. etape
26. maj 2016, Muggio – Pinerolo, 240 km
|    | Rytter             | Hold                       | Tid     |
| -- | ------------------ | -------------------------- | ------- |
| 1  | Matteo Trentin     | Etixx-Quick Step           | 5.25.34 |
| 2  | Moreno Moser       | Cannondale                 | s.t.    |
| 3  | Gianluca Brambilla | Etixx-Quick Step           | s.t.    |
| 4  | Sacha Modolo       | Lampre-Merida              | + 0.20  |
| 5  | Nikias Arndt       | Team Giant-Alpecin         | + 0.30  |
| 6  | Ivan Rovnyj        | Tinkoff                    | + 0.30  |
| 7  | Matteo Busato      | Wilier Triestina-Southeast | + 1.10  |
| 8  | Christian Knees    | Team Sky                   | + 1.16  |
| 9  | Axel Domont        | Ag2r-La Mondiale           | + 1.24  |
| 10 | Davide Malacarne   | Astana Team                | + 4.28  |

|    | Rytter              | Hold                | Tid      |
| -- | ------------------- | ------------------- | -------- |
| 1  | Steven Kruijswijk   | Team LottoNL-Jumbo  | 73.50.37 |
| 2  | Esteban Chaves      | Orica-GreenEDGE     | + 3.00   |
| 3  | Alejandro Valverde  | Movistar Team       | + 3.23   |
| 4  | Vincenzo Nibali     | Astana Team         | + 4.43   |
| 5  | Ilnur Zakarin       | Team Katusha        | + 4.50   |
| 6  | Rafał Majka         | Tinkoff             | + 5.34   |
| 7  | Bob Jungels         | Etixx-Quick Step    | + 7.57   |
| 8  | Andrey Amador       | Movistar Team       | + 8.53   |
| 9  | Domenico Pozzovivo  | Ag2r-La Mondiale    | + 10.05  |
| 10 | Kanstantsin Siutsou | Team Dimension Data | + 11.15  |

## 19. etape
27. maj 2016, Pinerolo –  Risoul 162 km
|    | Rytter             | Hold               | Tid     |
| -- | ------------------ | ------------------ | ------- |
| 1  | Vincenzo Nibali    | Astana Team        | 4.19.54 |
| 2  | Mikel Nieve        | Team Sky           | + 0.51  |
| 3  | Esteban Chaves     | Orica-GreenEDGE    | + 0.53  |
| 4  | Diego Ulissi       | Lampre-Merida      | + 1.02  |
| 5  | Rafał Majka        | Tinkoff            | + 2.14  |
| 6  | Alejandro Valverde | Movistar Team      | + 2.14  |
| 7  | Rigoberto Urán     | Cannondale         | + 2.14  |
| 8  | Georg Preidler     | Team Giant-Alpecin | + 2.43  |
| 9  | Nicolas Roche      | Team Sky           | + 2.51  |
| 10 | Hubert Dupont      | Ag2r-La Mondiale   | + 2.51  |

|    | Rytter              | Hold                | Tid      |
| -- | ------------------- | ------------------- | -------- |
| 1  | Esteban Chaves      | Orica-GreenEDGE     | 78.14.20 |
| 2  | Vincenzo Nibali     | Astana Team         | + 0.44   |
| 3  | Steven Kruijswijk   | Team LottoNL-Jumbo  | + 1.05   |
| 4  | Alejandro Valverde  | Movistar Team       | + 1.48   |
| 5  | Rafał Majka         | Tinkoff             | + 3.59   |
| 6  | Bob Jungels         | Etixx-Quick Step    | + 7.53   |
| 7  | Andrey Amador       | Movistar Team       | + 9.34   |
| 8  | Rigoberto Urán      | Cannondale          | + 12.18  |
| 9  | Kanstantsin Siutsou | Team Dimension Data | + 13.19  |
| 10 | Domenico Pozzovivo  | Ag2r-La Mondiale    | + 14.11  |

## 20. etape
28. maj 2016,  Guillestre – Vinadio 162 km
|    | Rytter              | Hold            | Tid     |
| -- | ------------------- | --------------- | ------- |
| 1  | Rein Taaramäe       | Team Katusha    | 4.22.43 |
| 2  | Darwin Atapuma      | BMC Racing Team | + 0.52  |
| 3  | Joe Dombrowski      | Cannondale      | + 1.17  |
| 4  | Mikel Nieve         | Team Sky        | + 4.12  |
| 5  | Aleksandr Foliforov | Gazprom-RusVelo | + 4.36  |
| 6  | Vincenzo Nibali     | Astana Team     | + 6.44  |
| 7  | Alejandro Valverde  | Movistar Team   | + 6.57  |
| 8  | Rigoberto Urán      | Cannondale      | + 6.57  |
| 9  | Giovanni Visconti   | Movistar Team   | + 7.47  |
| 10 | Rafał Majka         | Tinkoff         | + 8.06  |

|    | Rytter              | Hold                | Tid      |
| -- | ------------------- | ------------------- | -------- |
| 1  | Vincenzo Nibali     | Astana Team         | 82.44.31 |
| 2  | Esteban Chaves      | Orica-GreenEDGE     | + 0.52   |
| 3  | Alejandro Valverde  | Movistar Team       | + 1.17   |
| 4  | Steven Kruijswijk   | Team LottoNL-Jumbo  | + 1.50   |
| 5  | Rafał Majka         | Tinkoff             | + 4.37   |
| 6  | Bob Jungels         | Etixx-Quick Step    | + 8.31   |
| 7  | Rigoberto Urán      | Cannondale          | + 11.47  |
| 8  | Andrey Amador       | Movistar Team       | + 13.21  |
| 9  | Darwin Atapuma      | BMC Racing Team     | + 14.09  |
| 10 | Kanstantsin Siutsou | Team Dimension Data | + 16.20  |

## 21. etape
29. maj 2016, Cuneo – Torino 163 km
|    | Rytter           | Hold               | Tid     |
| -- | ---------------- | ------------------ | ------- |
| 1  | Nikias Arndt     | Team Giant-Alpecin | 3.48.18 |
| 2  | Matteo Trentin   | Etixx-Quick Step   | s.t.    |
| 3  | Sacha Modolo     | Lampre-Merida      | s.t.    |
| 4  | Aleksandr Porsev | Team Katusha       | s.t.    |
| 5  | Sean De Bie      | Lotto Soudal       | s.t.    |
| 6  | Ivan Savitskij   | Gazprom-RusVelo    | s.t.    |
| 7  | Rick Zabel       | BMC Racing Team    | s.t.    |
| 8  | Eduard Grosu     | Nippo-Vini Fantini | s.t.    |
| 9  | Jay McCarthy     | Tinkoff            | s.t.    |
| 10 | Alberto Bettiol  | Cannondale         | s.t.    |

|    | Rytter              | Hold                | Tid      |
| -- | ------------------- | ------------------- | -------- |
| 1  | Vincenzo Nibali     | Astana Team         | 86.32.49 |
| 2  | Esteban Chaves      | Orica-GreenEDGE     | + 0.52   |
| 3  | Alejandro Valverde  | Movistar Team       | + 1.17   |
| 4  | Steven Kruijswijk   | Team LottoNL-Jumbo  | + 1.50   |
| 5  | Rafał Majka         | Tinkoff             | + 4.37   |
| 6  | Bob Jungels         | Etixx-Quick Step    | + 8.31   |
| 7  | Rigoberto Urán      | Cannondale          | + 11.47  |
| 8  | Andrey Amador       | Movistar Team       | + 13.21  |
| 9  | Darwin Atapuma      | BMC Racing Team     | + 14.09  |
| 10 | Kanstantsin Siutsou | Team Dimension Data | + 16.20  |